# یواس‌اس ردنور (ای‌پی‌دی-۱۰۲)
یواس‌اس ردنور (ای‌پی‌دی-۱۰۲) (به انگلیسی: USS Rednour (APD-102)) یک کشتی بود که طول آن ۳۰۶ فوت (۹۳ متر) بود. این کشتی در سال ۱۹۴۴ ساخته شد.